# Chicago Fall Tennis Classic
Chicago Fall Tennis Classic – kobiecy turniej tenisowy kategorii WTA 500 zaliczany do cyklu WTA Tour rozgrywany na kortach twardych w Chicago w sezonie 2021.

## Mecze finałowe

### Gra pojedyncza kobiet
| Rok  | Zwyciężczyni     | Finalistka | Wynik         |
| 2021 | Garbiñe Muguruza | Uns Dżabir | 3:6, 6:3, 6:0 |

### Gra podwójna kobiet
| Rok  | Zwyciężczynie                 | Finalistki                        | Wynik    |
| 2021 | Květa Peschke Andrea Petković | Caroline Dolehide Coco Vandeweghe | 6:3, 6:1 |